# Cayo Sextilio
Cayo Sextilius (en latín Gaius Sextilius) fue tribuno consular en el año 379 a. C., año en que un número igual de patricios y plebeyos fueron elegidos para esta magistratura.
La gens Sextilia, de origen plebeya, se menciona por primera vez en 379 a. C., cuando uno de sus miembros, Cayo Sextilio, fue nombrado tribuno consular. La gens, sin embargo, no obtuvo mucha distinción, y su nombre no vuelve a aparecer en los Fastos Consulares. Hacia el final de la república, y bajo el imperio, nos encontramos con algunos Sextilii, con diferentes cognomina, pero esta gens no estaba dividida en familias con apellidos distintivos. 